# Аквасанта (Анкона)
Аквасанта (итал. Acquasanta) насеље је у Италији у округу Анкона, региону Марке.
Према процени из 2011. у насељу је живело 76 становника. Насеље се налази на надморској висини од 207 м.